# Колотії
Колотії́ —  село в Україні, у Решетилівській міській громаді Полтавського району Полтавської області. Згідно з переписом 2001 року чисельність населення становила 465 осіб. До 2016 орган місцевого самоврядування — Решетилівська селищна рада.

## Географія
Село Колотії знаходиться на відстані 3 км від міста Решетилівка, сіл Глибока Балка, Бакай, Слюсарі та Шрамки. Селом протікає пересихаючий струмок з загатою (два ставки біля хутора Черкуни).
Поряд с селом проходить дорога з Решетилівки на Остап'є).

## Історія
12 червня 2020 року, відповідно до розпорядження Кабінету Міністрів України № 721-р «Про визначення адміністративних центрів та затвердження територій територіальних громад Полтавської області», село увійшло до складу Решетилівської міської громади.
19 липня 2020 року, в результаті адміністративно - територіальної реформи та ліквідації Решетилівського району, село увійшло до складу новоутвореного Полтавського району Полтавської області.

## Об'єкти соціальної сфери
- Школа І-ІІ ст.
- Будинок культури.
- Фельдшерсько-акушерський пункт.
- Дитячий садок.
- Магазин.

## Відомі люди

### Відомі уродженці
- Колотій Микола Петрович (1913—1985) — голова правління Українського міжколгоспного об'єднання по будівництву «Укрміжколгоспбуд». Депутат Верховної Ради УРСР 8—9-го скликань. Член Ревізійної Комісії КПУ в 1971—1976 р.
- Слюсар Вадим Іванович (1964) — доктор технічних наук, професор, Заслужений діяч науки і техніки України.

## Галерея

Хутір Колотії на карті Полтавської губернії, 1857 рік
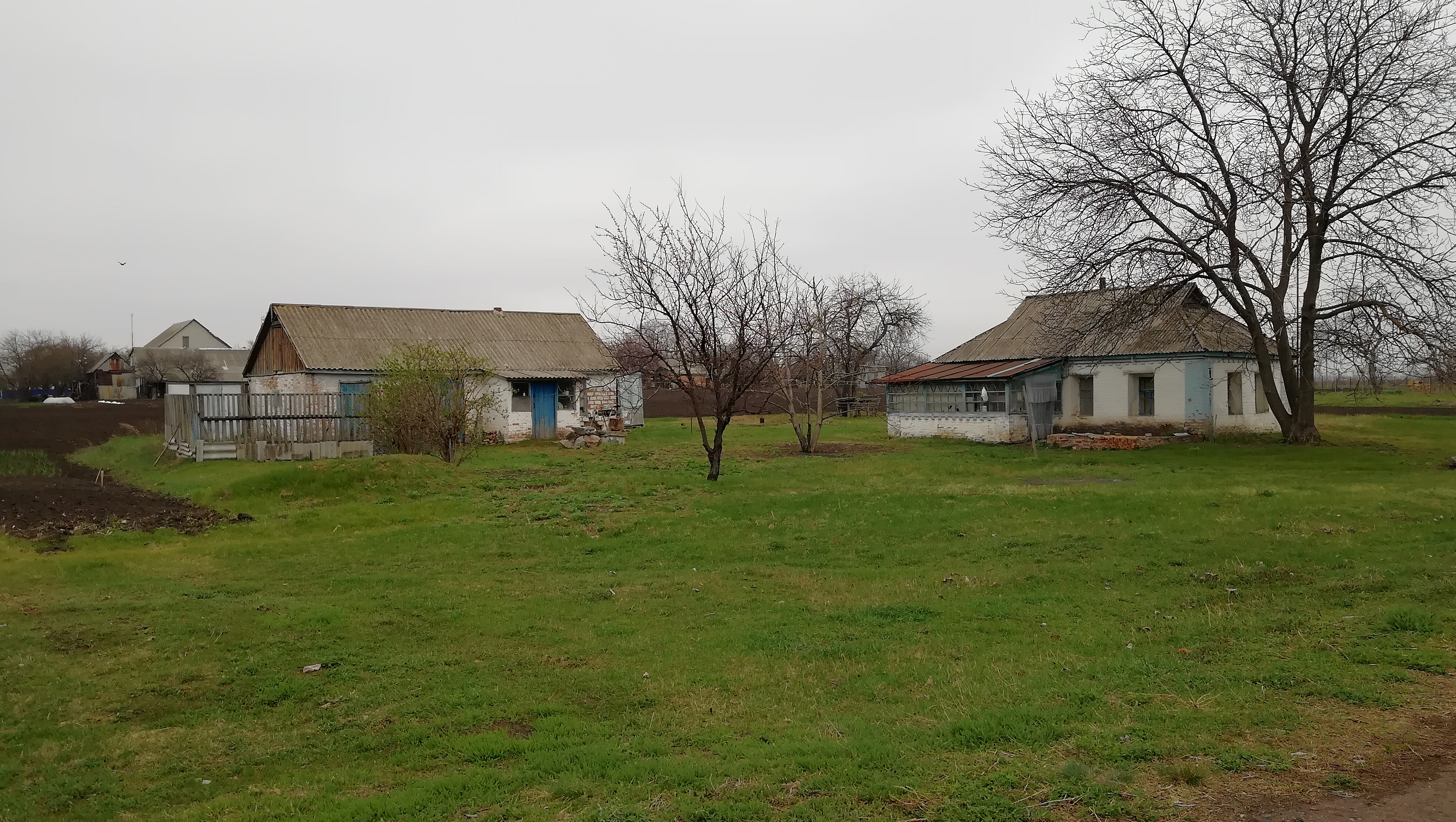
Село Колотії, 2019 рік
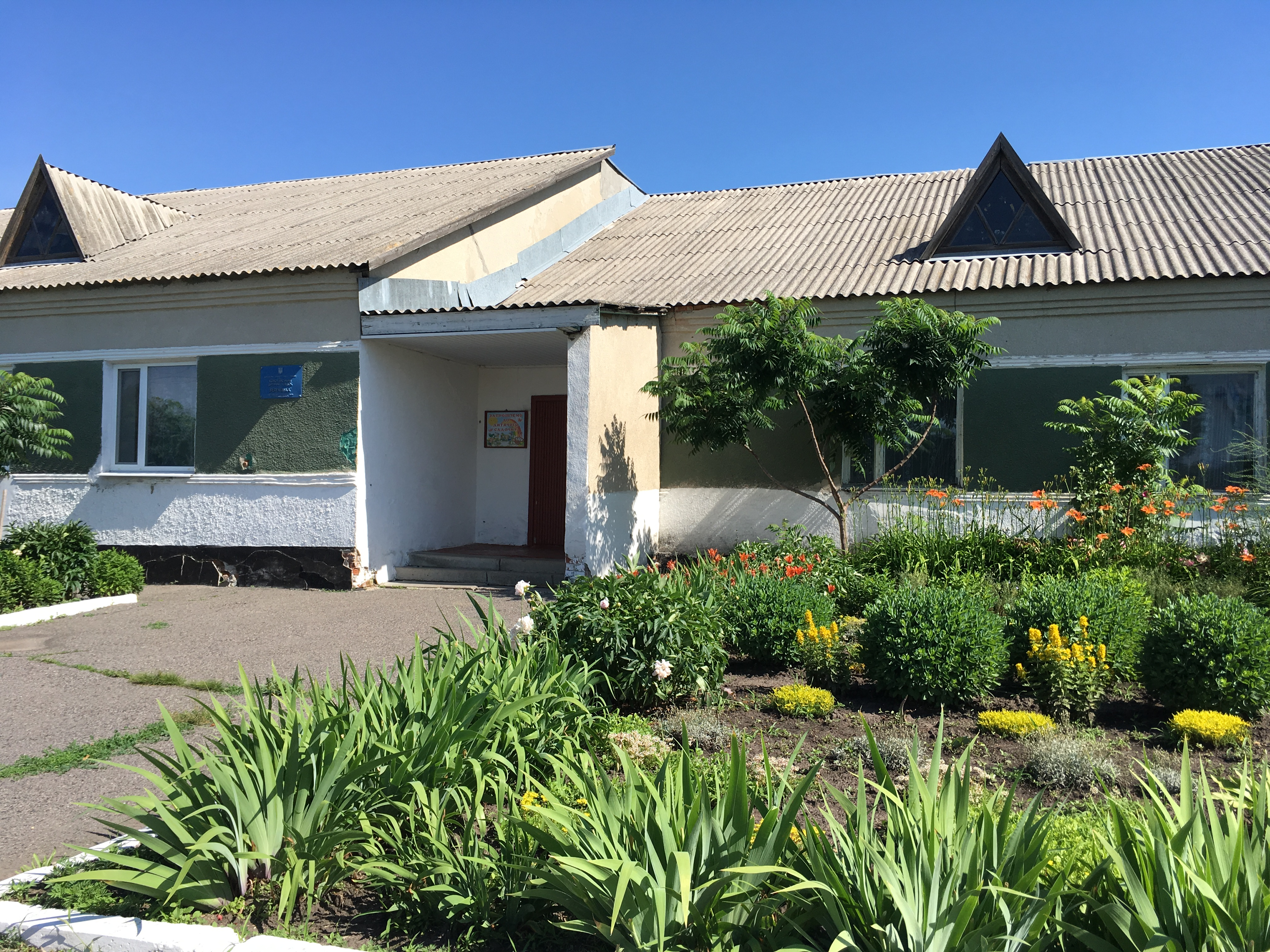
Дитячий садок
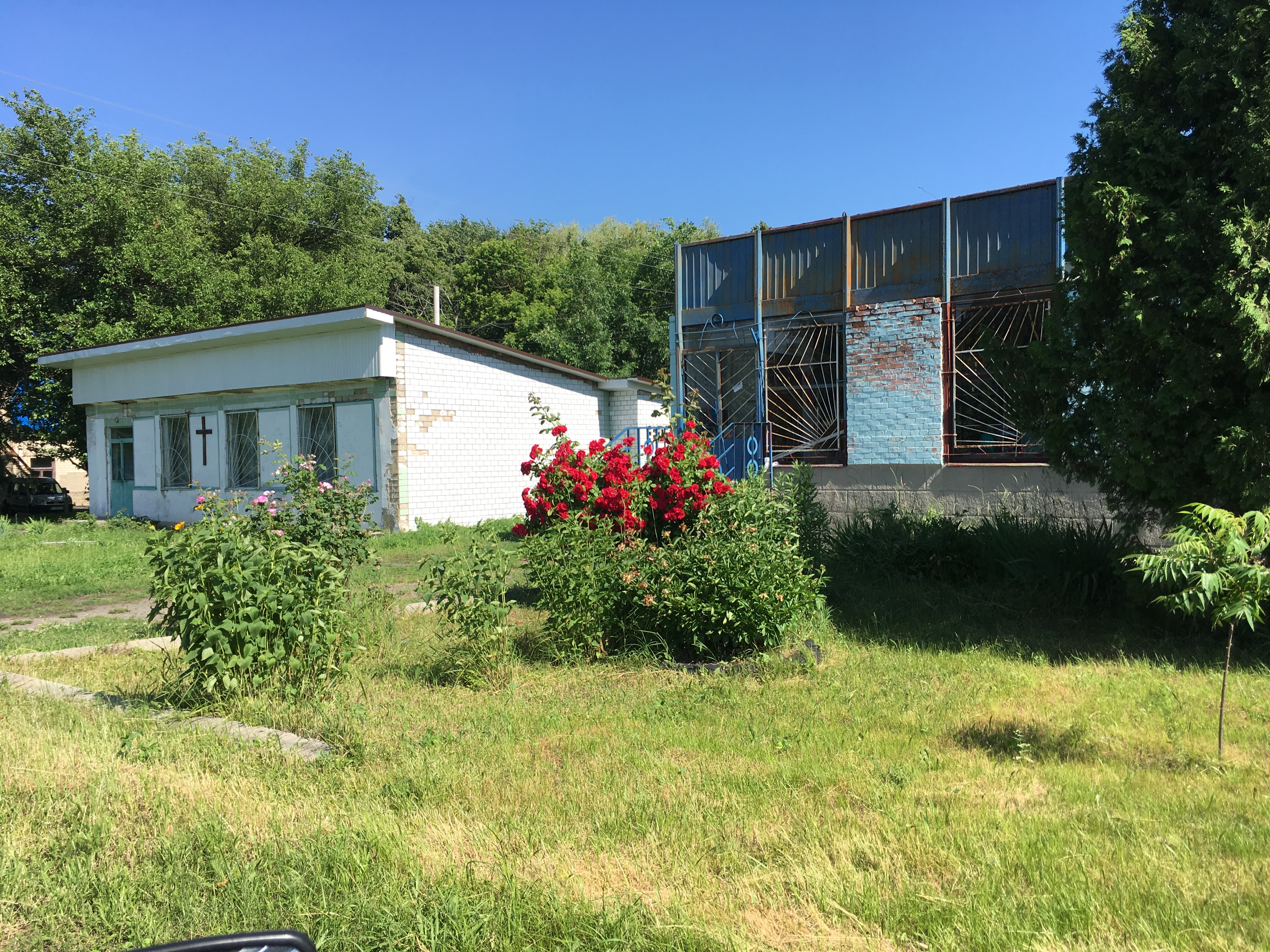
Магазин в селі Колотії
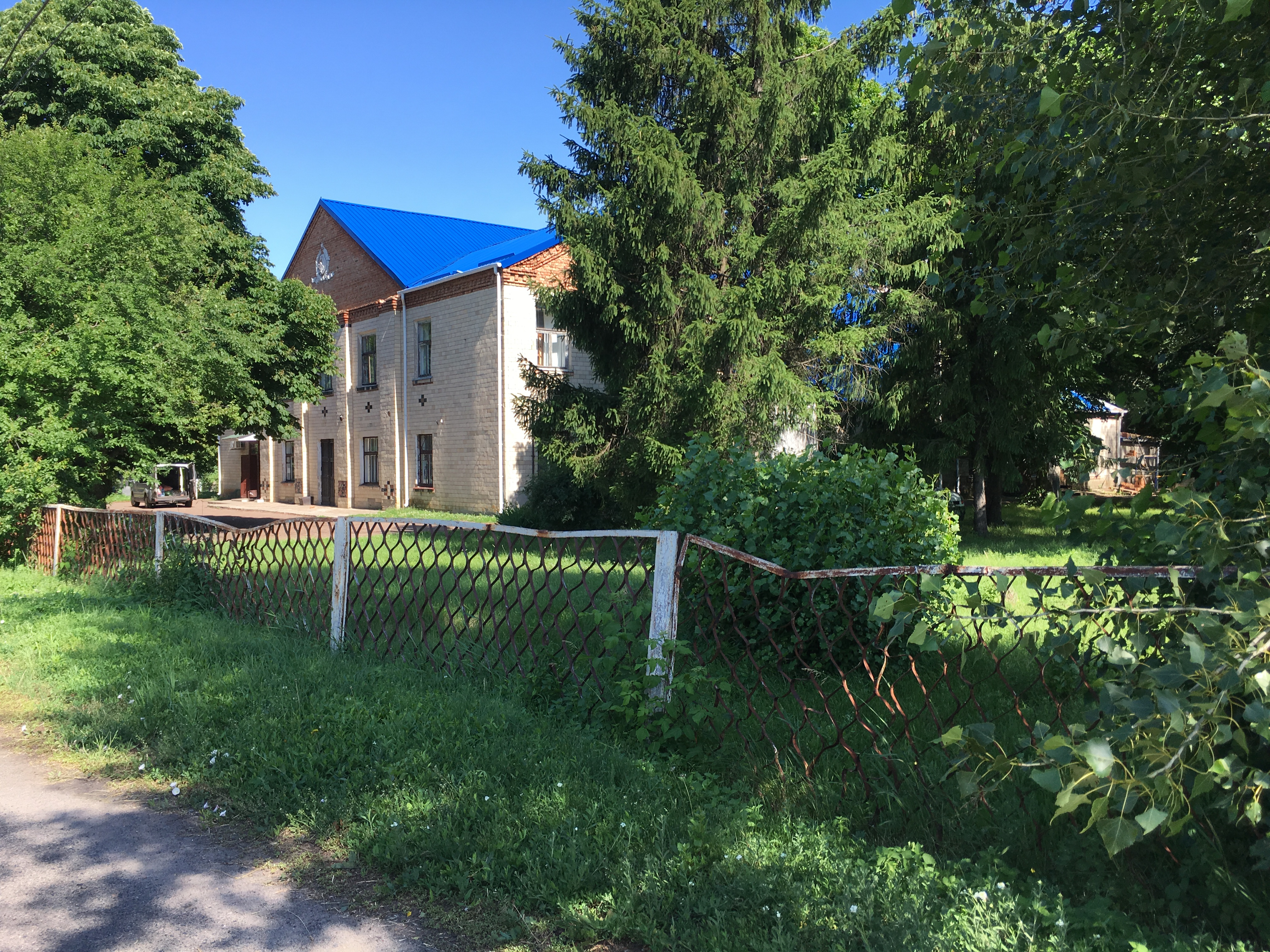
Будинок культури в селі Колотії
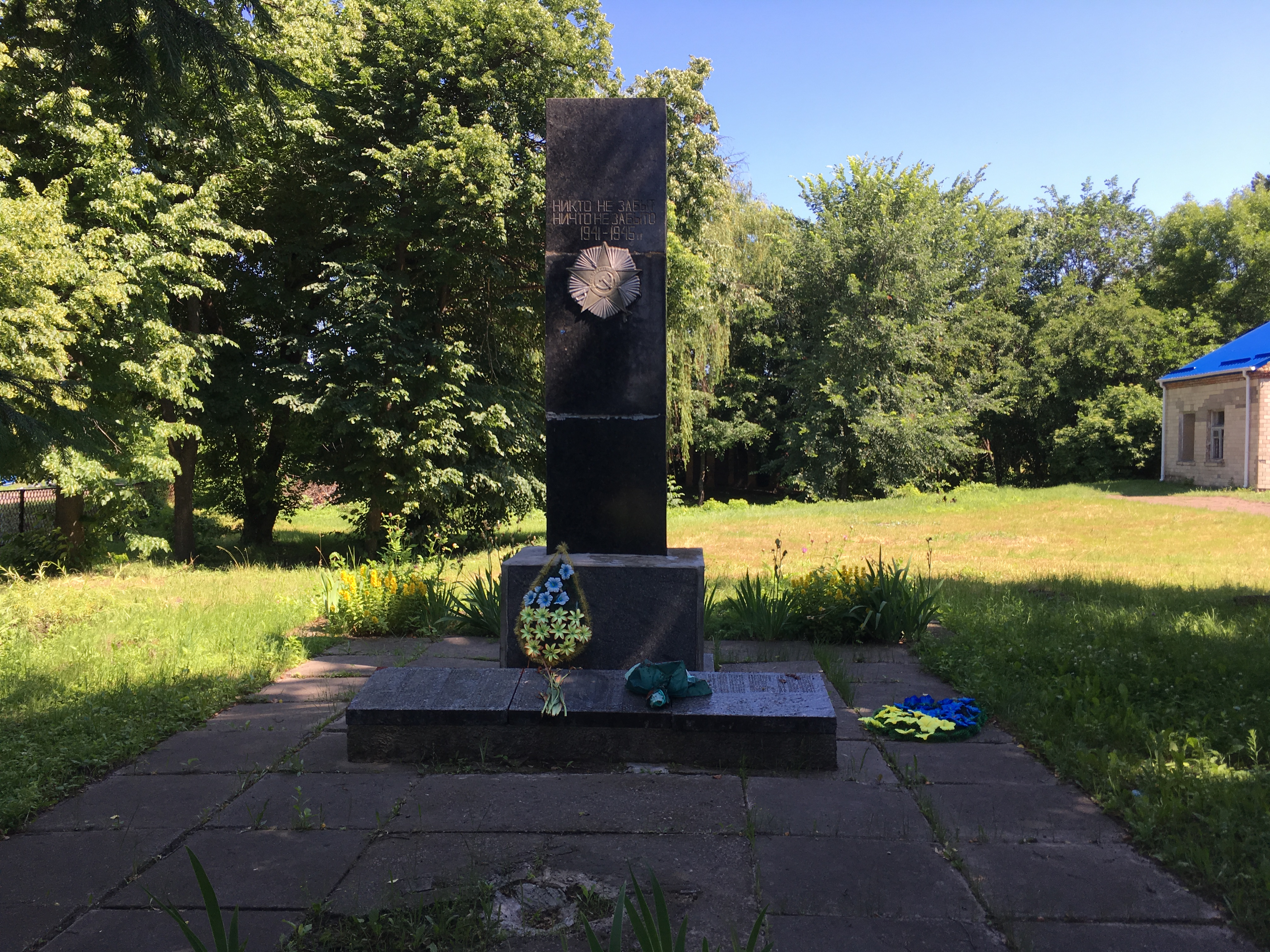
Пам'ятник воїнам — односельчанам, загиблим на фронтах німецько-радянської війни, поблизу Будинку культури
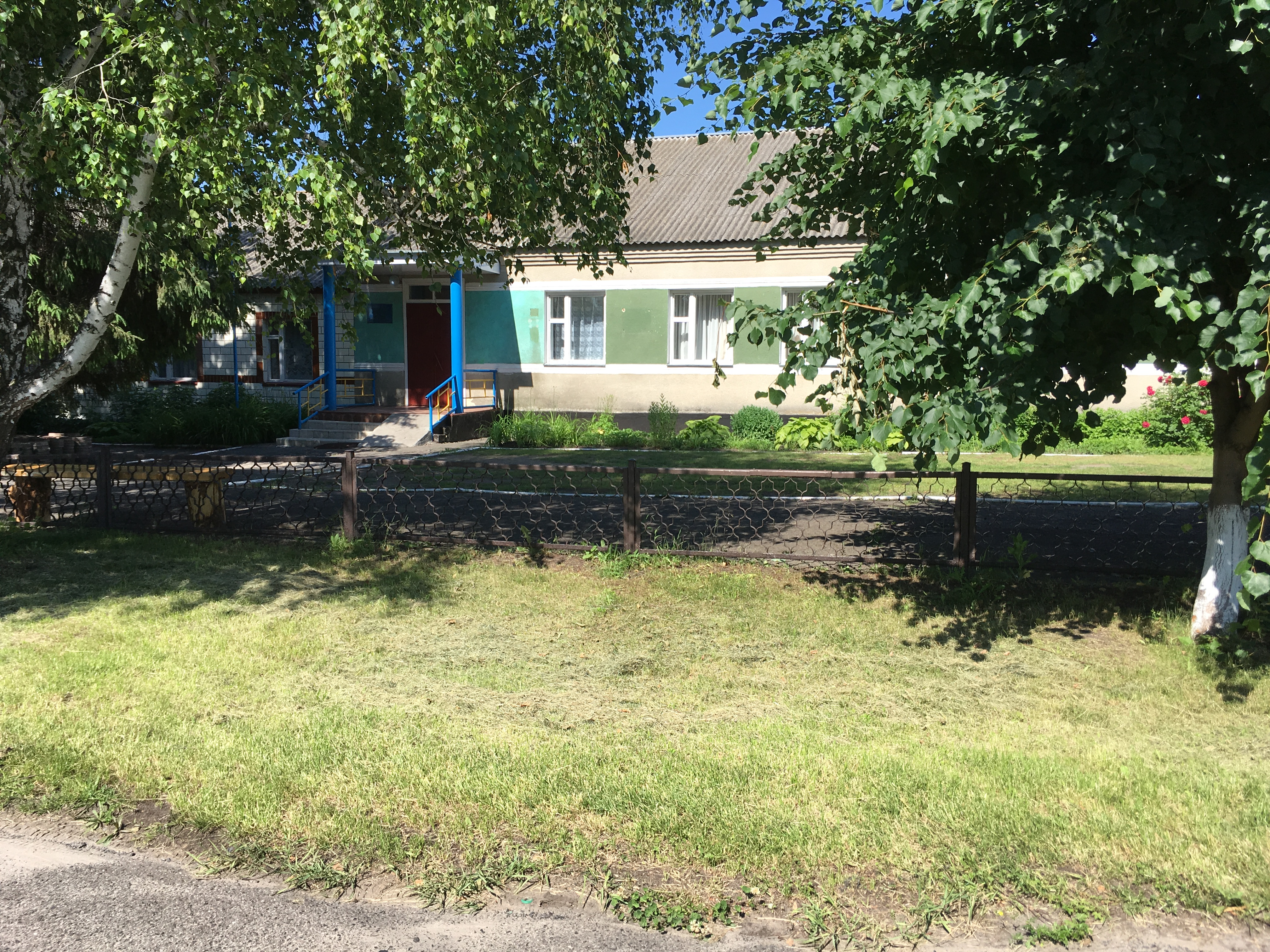
Школа в селі Колотії
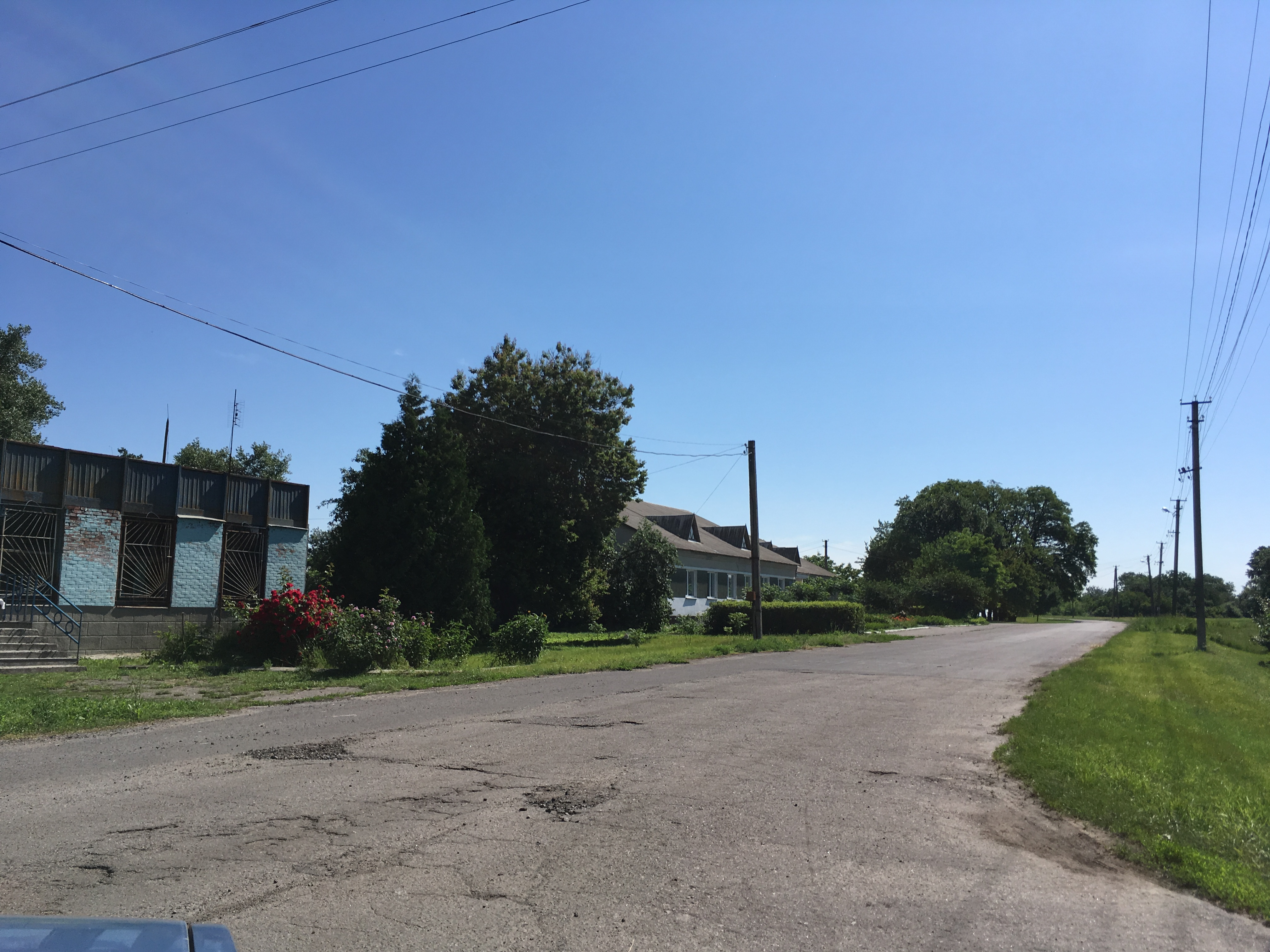
Центральна вулиця (зліва - магазин, далі - дитячий садок)